# María Jimena Duzán
María Jimena Duzán (née le 14 décembre 1960 à Bogota) est une journaliste et politologue colombienne.

## Biographie
Elle a travaillé dans plusieurs des plus importants médias du pays tels que les quotidiens El Espectador et El Tiempo et le magazine Semana. Elle a également écrit pour des médias internationaux. Elle est spécialiste du narcotrafic en Colombie.
Sa sœur, Silvia Duzán (es), a été tuée en 1990 à Cimitarra lors par des groupes paramilitaires.
Duzán est connue comme une journaliste critique du Gouvernement Álvaro Uribe.